# Роговая, Екатерина Ивановна
Екатерина Ивановна Роговая (род. 7 октября 1995, Москва) — российская трековая велогонщица.

## Карьера
Мастер спорта международного класса по велоспорту на треке.
Трёхкратная чемпионка Европы.
В 2013 году Екатерина Роговая и Татьяна Киселёва стали чемпионками мира среди юниоров в командном спринте.
На первом этапе Кубка мира 2019/20 в Минске она выиграла золото в командном спринте вместе с Дарьей Шмелёвой и Анастасией Войновой.

## Достижения
2013
Чемпионат мира среди юниоров
1-я — командный спринт (с Татьяной Киселёвой)
2019
Европейские игры 2019
 — командный спринт (с Анастасией Войновой и Дарьей Шмелёвой)
Чемпионат Европы
 — командный спринт (с Анастасией Войновой и Дарьей Шмелёвой)
Кубок мира по трековому велоспорту 2019/2020
1-я — Минск, командный спринт (с Анастасией Войновой и Дарьей Шмелёвой)
1-я — Глазго, командный спринт (с Анастасией Войновой и Дарьей Шмелёвой)
2-я — Брисбен, командный спринт
3-я — Кембридж, командный спринт
2020
Чемпионат Европы
 — командный спринт (с Анастасией Войновой, Дарьей Шмелёвой и Натальей Антоновой)
2024
Чемпионат России
1-я — командный спринт (47,481 секунды)